# كاليفي سورسا
كاليفي سورسا (Kalevi Sorsa؛ كيورو، 21 ديسمبر 1930 - هلسنكي، 16 يناير 2004) سياسي فنلندي ترأس الحكومة أربع مرات : 1972-1975، 1977-1979، 1982-1983 و1983-1987، حتى تاريخ وفاته كان ما يزال يحمل الرقم القياسي لعدد أيام تولي منصب رئيس الوزراء. كان أيضاً زعيماً للحزب الديمقراطي الاشتراكي الفنلندي لفترة طويلة.
التحق كاليفي سورسا بالمدرسة في يوفاسكولا ولابينرانتا. بدأ سورسا المساهمة في أنشطة الحزب الديمقراطي الاشتراكي في لابينرانتا سنة 1948. أتى رافاييل بآسيو بسورسا من الظل نسبياً لشغل منصب سكرتير الحزب المؤثر دون خبرة كبيرة سابقة بالسياسة.
قبل مسيرته السياسية عمل سورسا باليونسكو في باريس 1959-1965، كان الأمين العام للمجلس اليونسكو الفنلندي 1965-1969، ومسؤول في وزارة التربية والتعليم 1967-1969.

## رئاسة الحكومة
كان سورسا أحد الشخصيات السياسية الرئيسية في عهدي الرئيسين ككونن وكويفيستو. وقد ترأس سورسا الحزب الاشتراكي الديمقراطي من 1969 حتى 1975 وتولى رئاسة أربعة حكومات الفنلندية بفترات يصل مجموعها إلى 10 اعوام (1972-1975، 1977-1979، 1982-1983، 1983-1987). ولا يزال يحمل الرقم القياسي كأطول رؤساء الوزراء خدمة. تولى رئاسة البرلمان من 1989 حتى 1991، ومنصب نائب رئيس الوزراء في 1975-1976 و 1987-1989.

## روابط خارجية
- كاليفي سورسا على موقع IMDb (الإنجليزية)
- كاليفي سورسا على موقع مونزينجر (الألمانية)